# ときめき…アイ・ラブ・ユー
『ときめき…アイ・ラブ・ユー』は、日本の歌手長山洋子のアイドル歌手活動時に発表されたファースト・アルバム。1985年3月21日にビクター音楽産業から発売された。

## 概要
デビューからおよそ1年後に漸く発売されたファースト・アルバム。既発シングル「春はSA・RA SA・RA」「シャボン」(アルバムバージョン)「密やかにときめいて…」を含む全11曲が収録されている。
B面3曲目の「白いコスモス」は、1982年に発売された柏原芳恵のアルバム『セブンティーン』収録曲のカバー。

## 収録曲

### LP・CT

#### Side A
1. 密やかにときめいて…
作詞・作曲：高橋研 / 編曲：チト河内
  - 3rdシングルA面曲。
2. 旅人
作詞：三浦徳子 / 作曲・編曲：井上大輔
3. モ・ナ・リ・座
作詞：高橋研 / 作曲：宇崎竜童 / 編曲：大谷和夫
4. 春はSA・RA SA・RA
作詞・作曲：P. Reiman, J. Sivonen / 訳詞：竜真知子 / 編曲：鷺巣詩郎
  - 1stシングルA面曲。フィンランドの女性歌手Eini(エイニ)「Kiitävän Hetken Hurmaa」のカバー。
5. シャボン（アルバムバージョン）
作詞・作曲：桑田佳祐 / 編曲：鷺巣詩郎
  - 2ndシングルA面曲。サザンオールスターズのアルバム収録曲（原由子のソロ曲）のカバー。

#### Side B
1. 夢色ジェラシー
作詞：三浦徳子 / 作曲・編曲：井上大輔
2. ため息いっぱいセレナーデ
作詞：橋本淳 / 作曲：水沢朱里 / 編曲：萩田光雄
3. 白いコスモス
作詞：康珍化 / 作曲：西木栄二 / 編曲：川口真
4. 悲しいほどひとりきり
作詞：秋元康 / 作曲：三浦和人 / 編曲：瀬尾一三
5. 禁じられた恋にそむき
作詞：荒木とよひさ / 作曲：三木たかし / 編曲：入江純
6. ごめん
作詞：伊藤アキラ / 作曲：佐藤寛 / 編曲：大谷和夫
  - シングル「密やかにときめいて…」のB面曲。

### CD
1. 密やかにときめいて…
2. 旅人
3. モ・ナ・リ・座
4. 春はSA・RA SA・RA
5. シャボン
6. 夢色ジェラシー
7. ため息いっぱいセレナーデ
8. 白いコスモス
9. 悲しいほどひとりきり
10. 禁じられた恋にそむき
11. ごめん